# Sterculia kingtungensis
Sterculia kingtungensis là một loài thực vật có hoa trong họ Cẩm quỳ. Loài này được H.H. Hsue miêu tả khoa học đầu tiên năm 1977.